# Vracovice (okres Benešov)
Obec Vracovice se nachází asi 5 km jihovýchodně od města Vlašim v okrese Benešov. Obec Vracovice se skládá ze dvou místních částí – Vracovice a Malovidy. Katastrální území celé obce má rozlohu 1 094 ha. V obci Vracovice je evidováno 147 domů a žije zde 403 obyvatel. PSČ obce je 258 01.
Na části jejího katastrálního území se rozprostírá Chráněná krajinná oblast Blaník a přírodní památka Částrovické rybníky.

## Historie
První písemná zmínka o obci pochází z roku 1318.

### Územněsprávní začlenění
Dějiny územněsprávního začleňování zahrnují období od roku 1850 do současnosti. V chronologickém přehledu je uvedena územně administrativní příslušnost obce v roce, kdy ke změně došlo:
- 1850 země česká, kraj České Budějovice, politický okres Benešov, soudní okres Vlašim[4]
- 1855 země česká, kraj Tábor, soudní okres Vlašim
- 1868 země česká, politický okres Benešov, soudní okres Vlašim
- 1937 země česká, politický i soudní okres Vlašim[5]
- 1939 země česká, Oberlandrat Německý Brod, politický i soudní okres Vlašim[6]
- 1942 země česká, Oberlandrat Praha, politický okres Benešov, soudní okres Vlašim[7]
- 1945 země česká, správní i soudní okres Vlašim[8]
- 1949 Pražský kraj, okres Vlašim[9]
- 1960 Středočeský kraj, okres Benešov
- 2003 Středočeský kraj, okres Benešov, obec s rozšířenou působností Vlašim

### Rok 1932
V obci Vracovice (přísl. Malovidy, 497 obyvatel, ) byly v roce 1932 evidovány tyto živnosti a obchody: 2 hostince, kovář, 2 obchody se smíšeným zbožím, Spořitelní a záložní spolek ve Vracovicích, 2 trafiky, truhlář.

## Doprava
Dopravní síť
- Pozemní komunikace – Do obce vede silnice III. třídy.

- Železnice – Železniční trať ani stanice na území obce nejsou.

Veřejná doprava 2012
- Autobusová doprava – Do obce vedly autobusové linky Vlašim-Rataje (v pracovní dny 2 spoje), Vlašim-Lukavec (v pracovních dny 3 spoje, o víkendu 1 spoj) a Vlašim-Načeradec,Horní Lhota (v pracovní dny 2 spoje) (dopravce ČSAD Benešov, a. s.).

## Turistika
Obcí vedou cyklotrasy č. 0069 Benešov - Postupice - Vlašim - Pravonín a č. 8164 Kondrac - Vracovice - Křížov.

## Pamětihodnosti
- Socha svatého Jana Nepomuckého

## Rodáci
Z oblasti významných osobností lze jmenovat Františka Holečka, jednoho z vynálezců televizorů v Česku. Vývoj televizorů v Česku v počátcích probíhal na dvou místech: jedním z nich byla Univerzita Karlova a druhým z nich byla skutečná půda Františka Holečka ve Vracovicích (v některých historických materiálech jsou chybně uváděny Vratislavice). František Holeček byl rolník a radiotechnik samouk. Jeho práce vedla k podání tří patentů v roce 1936. Svým myšlením předbíhal svoji dobu a i soudobou techniku.

## Galerie

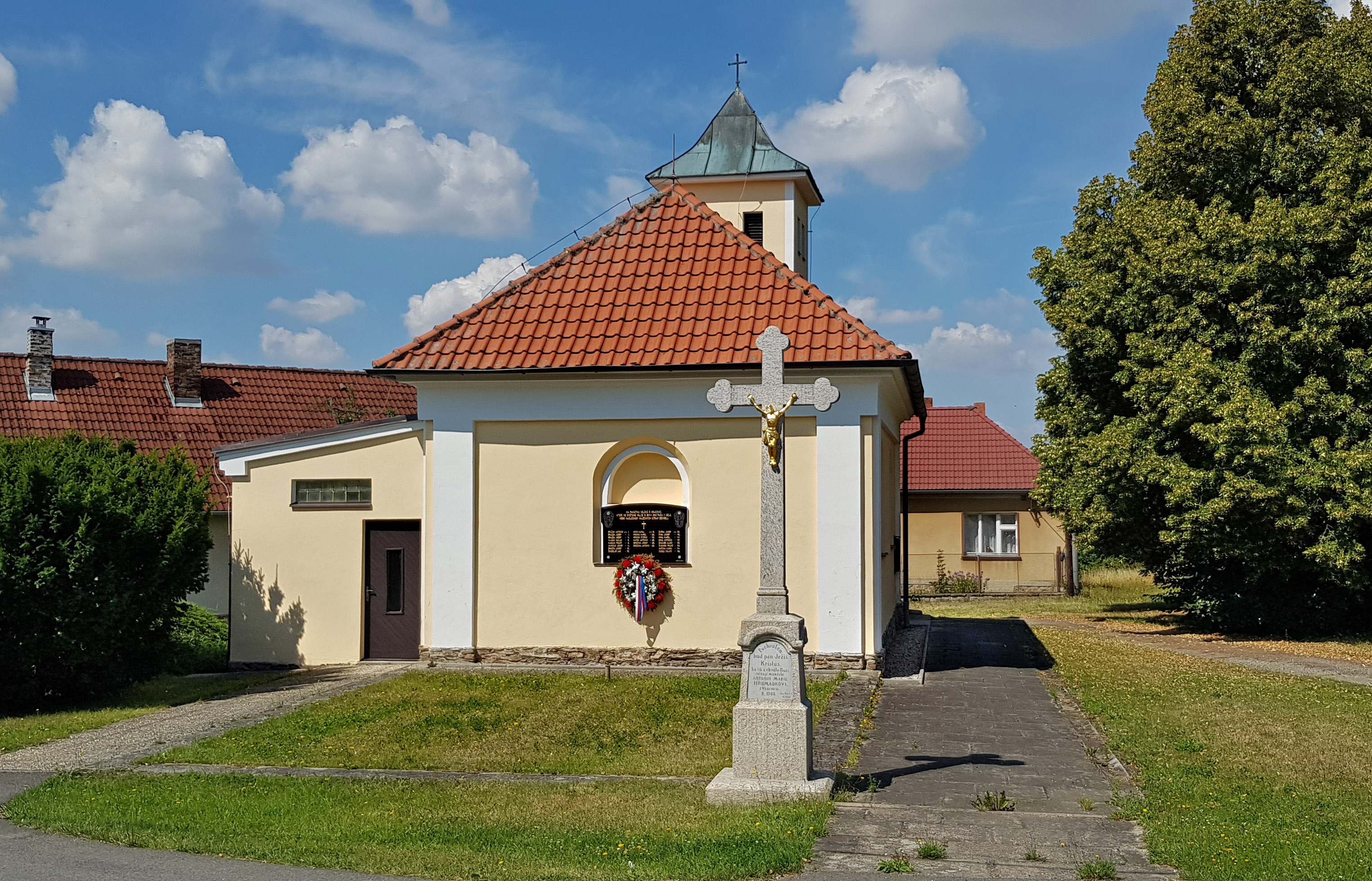
Kaple na návsi
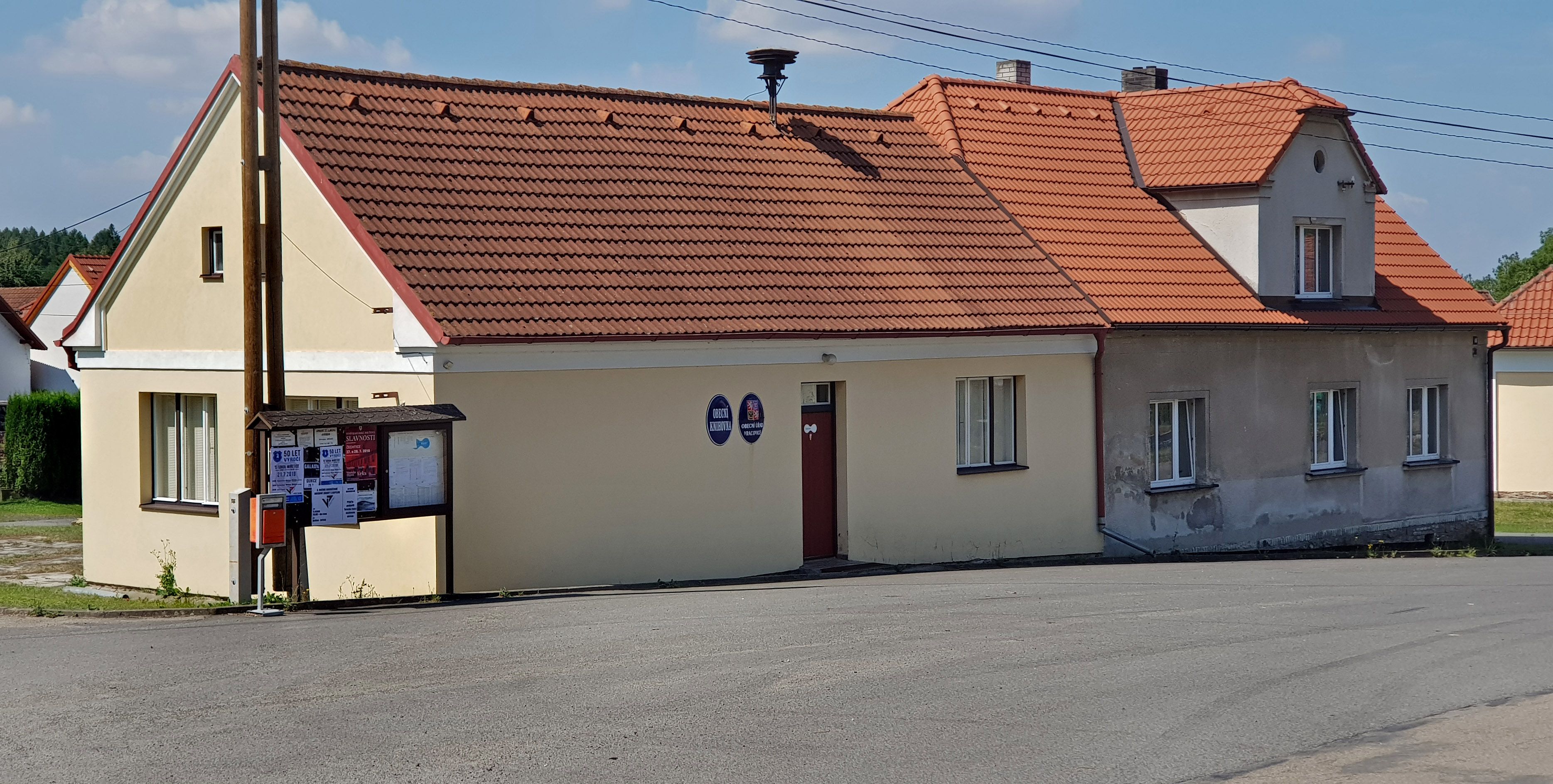
Obecní úřad
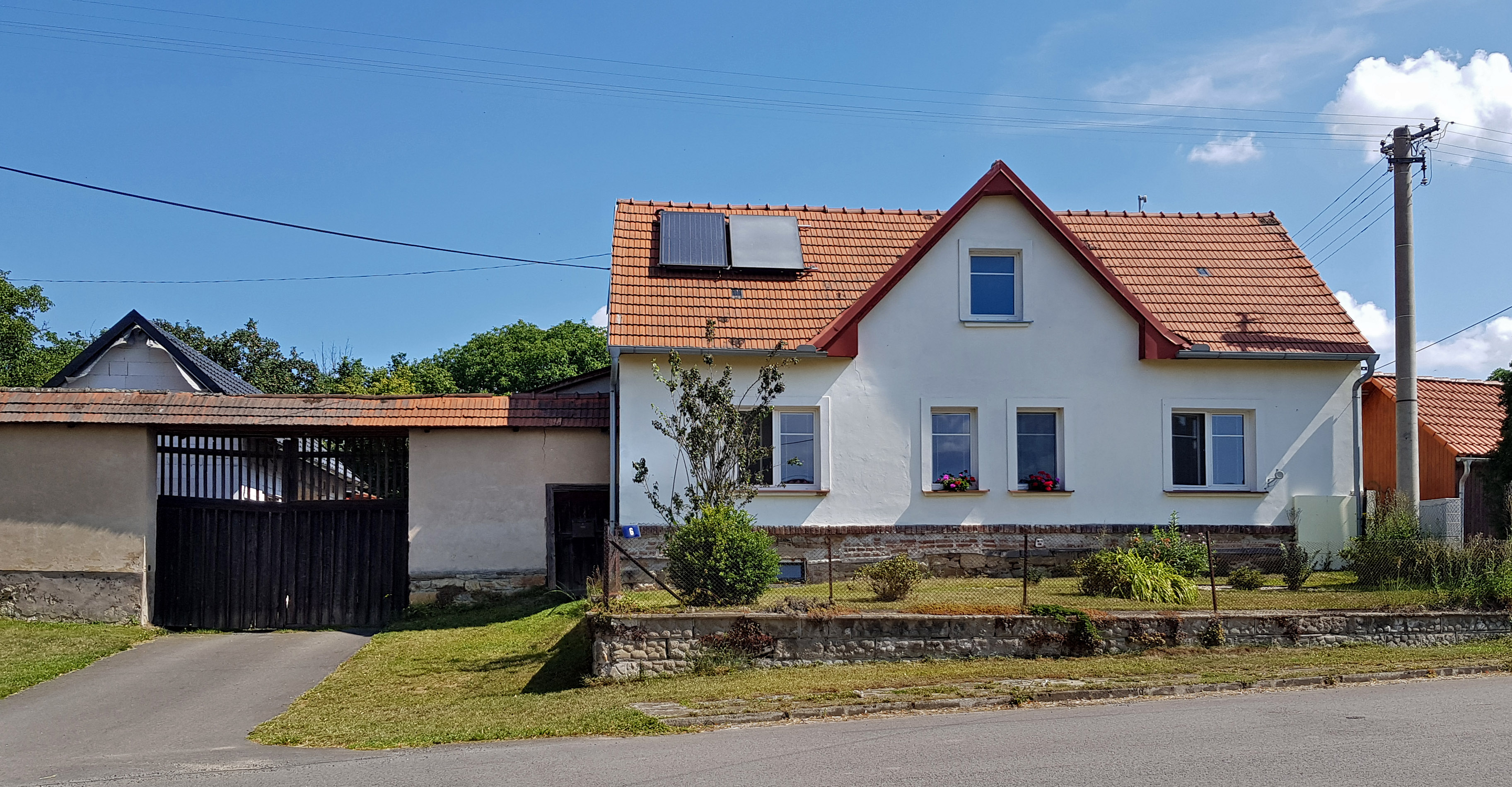
Dům čp. 6 na návsi